# Estação Mairie d'Aubervilliers
Mairie d'Aubervilliers é uma futura estação da linha 12 do Metrô de Paris. Com Aimé Césaire, ela deverá ser inaugurada em 2022.

## A estação
Ele estará localizado no coração de Aubervilliers, place de la Mairie. Ela servirá um bairro densamente povoado mas distante de meios de transportes pesados. Ela se estenderá da esquina da rue Louis-Fourrier até o cruzamento formado pela avenue Victor-Hugo, avenue de la République, avenue du Président-Roosevelt e boulevard Anatole-France. Com uma superfície de aproximadamente 4500 m2 em quatro níveis subterrâneos, terá sete acessos, quatro ao norte e três ao sul, dois dos quais com elevadores.
Antes de Mairie d'Aubervilliers, a linha 12 foi estendida para Front Populaire em 18 de dezembro de 2012. As obras estruturais do túnel do trecho que incluirá as estações Aimé Césaire e Mairie d'Aubervilliers foram concluídas, com a tuneladora devendo escavar até à estação RER para providenciar uma via de garagem. A construção da estação Mairie d'Aubervilliers teve início no outono de 2014 e a inauguração destas duas últimas estações inicialmente prevista para o final de 2017, foi inicialmente adiada para meados de 2019 devido a diversos problemas administrativos e técnicos, depois para dezembro de 2021.
Durante as obras, a RATP relatou dificuldades técnicas sob a avenue Victor-Hugo com solo arenoso e lençol freático que se encontra a 4 metros. Segundo ela, 16 meses de atraso de dois anos seriam atribuídos às redes concessionárias. O túnel é usado durante o canteiro de obras para trazer o concreto e evacuar os resíduos e as águas poluídas. Uma hidrofresa cava valas a uma profundidade de 40 m antes de despejar o concreto para as paredes de contenção do recinto da estação. Esta operação foi concluída em fevereiro de 2016, os operários colocaram a laje do telhado até outubro, antes de iniciar o desenvolvimento da estação, que deve ser inaugurada na primavera de 2022.

## Correspondência
Por volta de 2030, a estação Mairie d'Aubervilliers poderá ser servida pela linha 15 como parte do Grand Paris Express. A arquitetura da estação é confiada a Grimshaw Architects. A gestão do projeto é assegurada pelo consórcio Koruseo, composto por Egis (mandatário), Ingerop, Tractebel, Aecom e Caruss.